# Бланш Кобб
Бланш Клео Кобб (англ. Blanche Cleo Cobb, до шлюбу Аррінґтон (англ. Arrington); 8 вересня 1900 року, Джесап, Джорджія, США — 1 травня 2015 року, Джексонвілл, Флорида, США) — повністю верифікована американська супердовгожителька. На момент своєї смерті була восьмою найстарішою повністю верифікованою нині живою людиною в світі, четвертою найстарішою людиною в США і другою найстарішою нині живою жителькою штату Флорида (після Антонії Герени Рівери).

## Життєпис
Бланш Клео Аррінґтон народилася 8 вересня 1900 року в місті Джесап, Джорджія, США. Переїхавши до Фолкстона, Джорджія, вона познайомилася з Джонні Коббом-молодшим. Вони одружилися 24 грудня 1920 року. Після його смерті в 1957 році Бланш пообіцяла, що більше ніколи не вступить в шлюб. Вона мала 13 дітей, 22 онуків, 39 праонуків і 4 праправнуків. Кобб жила зі своєю дочкою Мей Шілдз в Джексонвіллі, Флорида з 1978 року до своєї смерті.
Кобб пояснювала своє довголіття і хороше здоров'я любов'ю до Бога, людей та картоплі. Її дочка говорила, що вона була «дуже набожною християнкою, яка ніколи не терпіла куріння, вживання алкоголю, зброю чи азартні ігри в своєму домі», однак «її дім завжди був відкритим для всіх».
Бланш Кобб померла 1 травня 2015 року у віці 114 років і 235 днів.